# Szlaki pieszo-rowerowe gminy Malanów
Szlaki pieszo-rowerowe gminy Malanów – szlaki rowerowe i piesze wiodące przez najciekawsze pod względem przyrodniczym i krajobrazowym tereny gminy Malanów (także przez teren gmin: Ceków-Kolonia, Turek oraz Kawęczyn).

## Informacje ogólne
Wszystkie trasy mają swój początek i koniec na parkingu przy kościele św. Stanisława i Mikołaja w Malanowie (PD1).

### Położenie geograficzne
Rzeźba terenu, przez który przebiegają szlaki, została ukształtowana podczas zlodowacenia środkowopolskiego. Jest dość urozmaicona, stanowią ją formy akumulacji glacjalnej i szczelinowej typowe dla krajobrazu wysoczyzn morenowych, płaskich.

### Punkty dydaktyczne

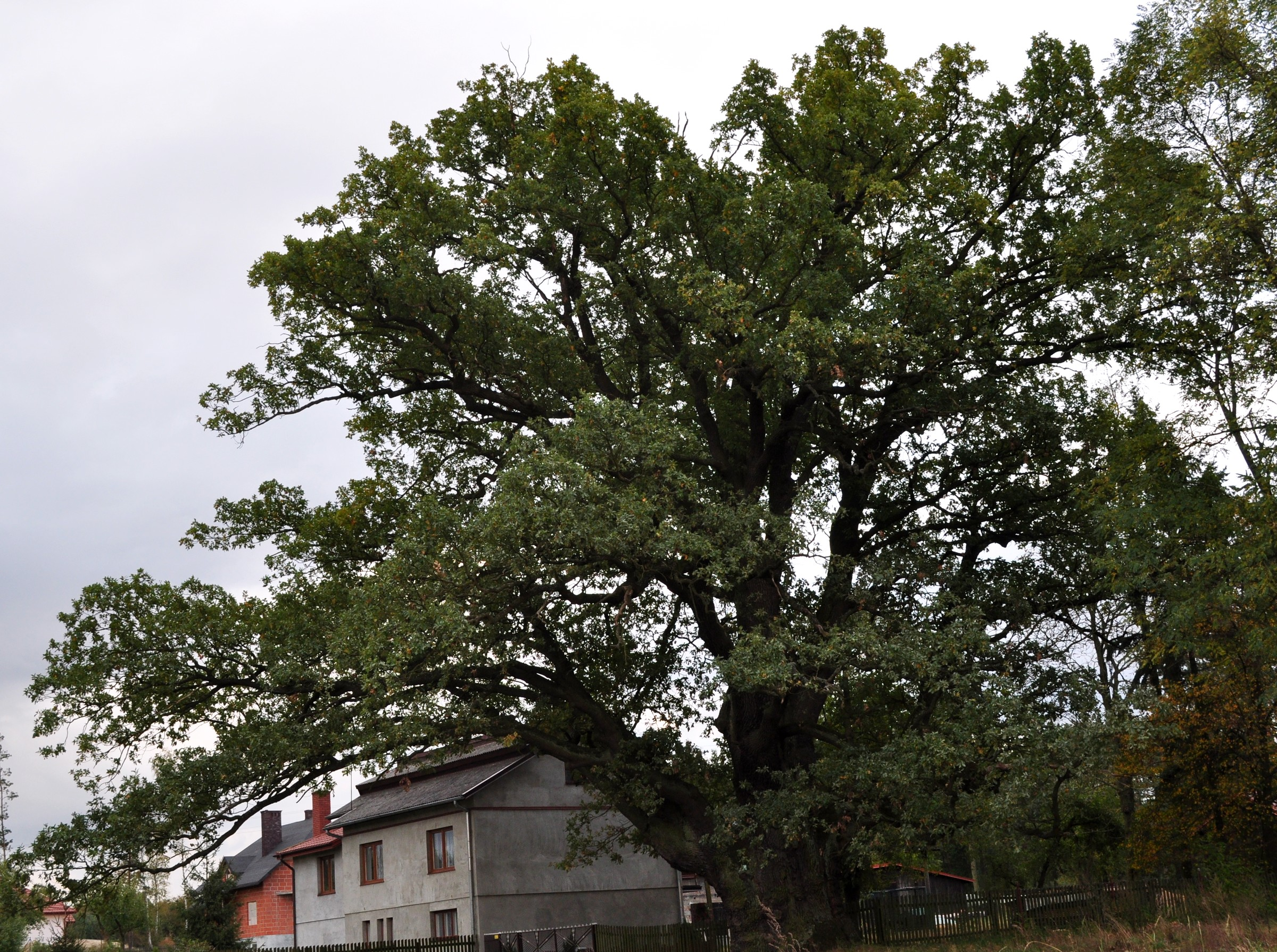
PD4 - Dąb Bartek w Kotwasicach

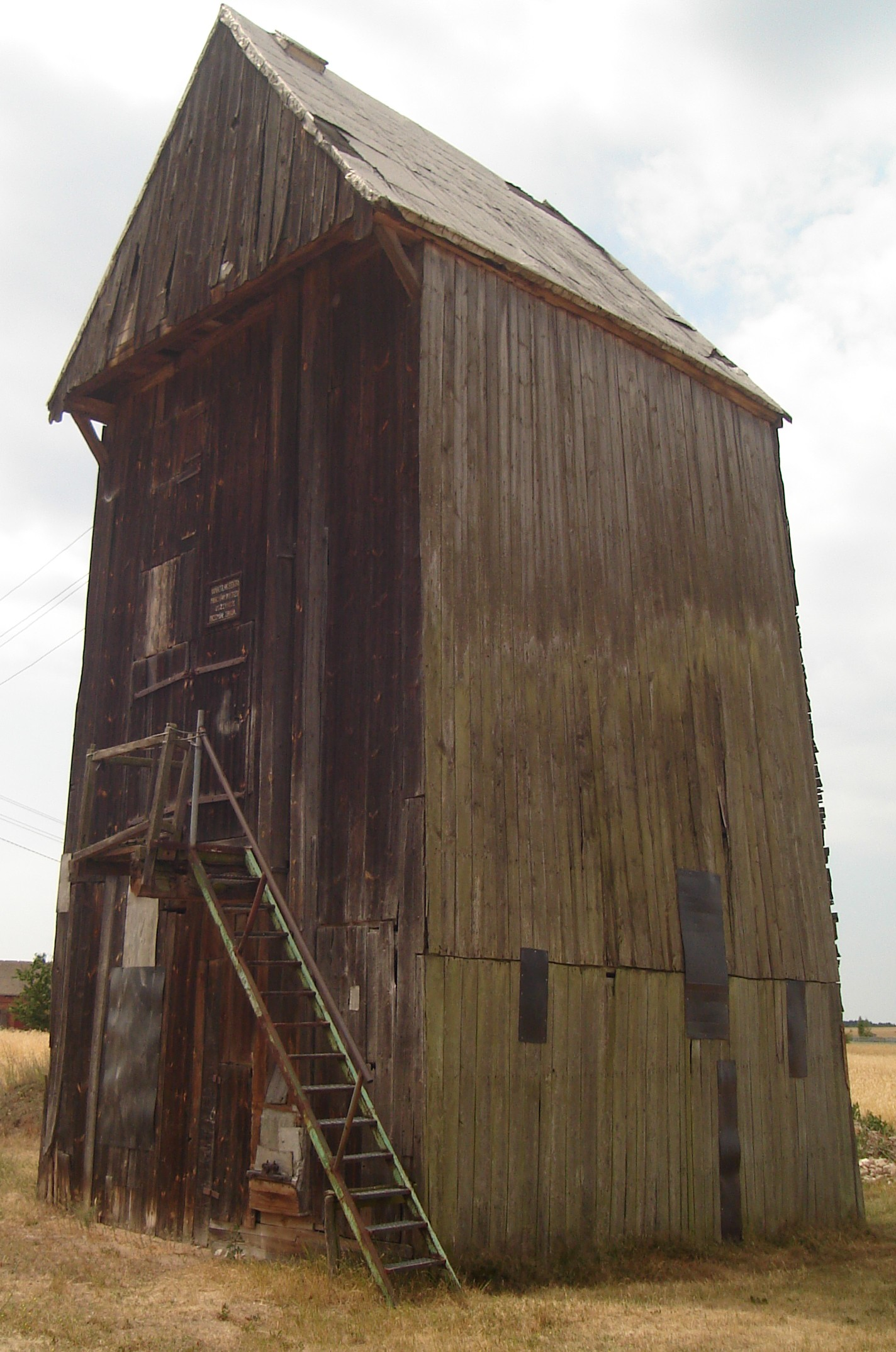
PD15 - wiatrak koźlak w Żdżenicach

Na trasach trzech szlaków turystycznych urządzono 20 punktów dydaktycznych (PD):
- 1 - drewniany kościółek pw. św. Stanisława z 1873 roku, obok drewniana dzwonnica z II połowy XIX wieku (Malanów)
- 2 - „Polska Droga” - aleja wierzbowa
- 3 - „Piaski Milewskie” - wydmy śródleśne
- 4 - Dąb Bartek - prawie 600-letni dąb szypułkowy, obwód 700 cm, wysokość 18 m, średnica korony 34 metry; pomnik przyrody (Kotwasice)
- 5 - cmentarz ewangelicki (Kotwasice)
- 6 - starodrzew drzew iglastych
- 7 - cmentarz ewangelicki (Celestyny)
- 8 - sosna pospolita - pomnik przyrody, obwód 330 cm, wysokość 15 m, średnica korony 20m (Celestyny)
- 9 - cmentarz ewangelicki z XIX wieku (Poroże)
- 10 - barokowy kościół pw. św. Katarzyny (Przespolew Kościelny)
- 11 - drewniany wiatrak z około połowy XIX wieku, w 1918 roku przeniesiono z pobliskiego Poroża (Skarżyn)
- 12 - getto wiejskie Czachulec
- 13 - źródliska Strugi Mikulickiej
- 14 - źródliska Kiełbaski (Żdżenice)
- 15 - wiatrak koźlak, drewniany, z I połowy XIX wieku (Żdżenice)
- 16 - „Kamienie na Desznie” - pomnikowe głazy narzutowe (Dziadowice-Deszno)
- 17 - leśniczówka (Kotwasice)
- 18 - stare chaty (Zygmuntówek)
- 19 - cmentarz ewangelicki z XIX wieku (Czachulec Stary)
- 20 - wiatrak koźlak, drewniany, z 1973 roku (Miłaczewek)

### Punkty widokowe
Ponadto wyznaczono 4 punkty widokowe (PW):
- 1 - Żdżenice, 186 m n.p.m., z widokiem na miasto Turek z kościołem NSPJ i Elektrownię Adamów
- 2 - Dziadowice, 177,5 m n.p.m., w widokiem na elektrownię Adamów
- 3 - Góra Bartkowa, 179,5 m n.p.m., z widokiem na Dolinę Prosny i miasto Kalisz
- 4 - Przespolew Kościelny, 171 m n.p.m., z widokiem na kościół pw. św. Katarzyny i okolice gminy Malanów

### Trasa I - Do getta Czachulec
Długość: 17,2 km
Przebieg: Szlak przebiega przez obszary, które niegdyś swym zasięgiem obejmowały jedno z niewielu wiejskich gett żydowskich w Europie. Trasa zróżnicowana wysokościowo, wśród lasów głównie iglastych, pól śródleśnych, łąk i przecinających ją strumyków.
PD9 (7,4 km) → PD12 (9,9 km) → PD13 (10 km) → PD20 (13,1 km)

### Trasa II - Do dębu Bartek
Długość: 22,0 km
Przebieg: Szlak biegnie przez płaskowyż Wału Malanowskiego. Z trasy można łatwo dojechać do trzech punktów widokowych oddalonych o pół kilometra. Ponadto na trasie dwa pomniki przyrody, liczne głazy narzutowe i wąwozy leśne.
PW1 (4,6 km) → PD16 (6,6 km) → PW3 (12 km) → PD4 (14,3 km) → PD17 (15 km) → PD18 (18,5 km)

### Trasa III - Pętla wokół Malanowa
Długość: 63,9 km
Przebieg: Najdłuższa z wytyczonych tras.
PW1 (4,1 km) → PD2 (5,1 km) → PD3 (7,2 km) → PW2 (16,4 km) → PW3 (17,5 km) → PD4 (20 km) → PD7 (33,6 km) → PD8 (36,8 km) → PD10 (40 km) → PW4 (40,5 km) → PD11 (46,4 km) → PD14 (54,8 km) → PD15 (60 km)